# Ereteken van het Duitse Rode Kruis

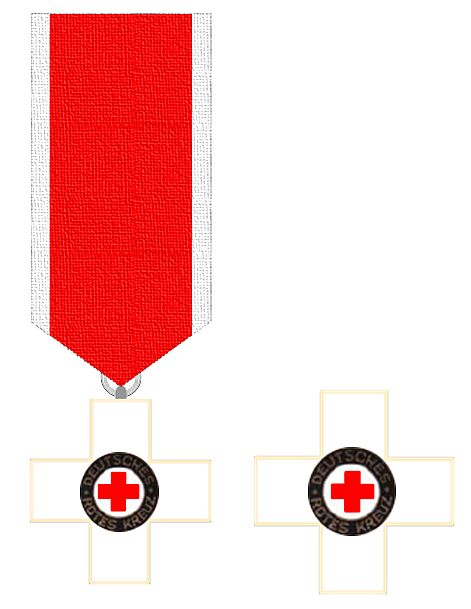
Versierselen 1922 - 1934

Het Ereteken van het Duitse Rode Kruis (Duits: Ehrenzeichen des Deutschen Roten Kreuzes) is een in april 1922 ingestelde Duitse onderscheiding. De onderscheiding werd op 30 januari 1934 genazificeerd, wat inhield dat op het ereteken een swastika werd aangebracht, en heeft in die vorm tot 1939 bestaan.
Het moderne ereteken is een onderscheiding voor verdienste van het Duitse Rode Kruis. De onderscheiding die het karakter van een ridderorde heeft wordt door de Bondspresident van Duitsland erkend.

## Modern Ereteken van het Duitse Rode Kruis

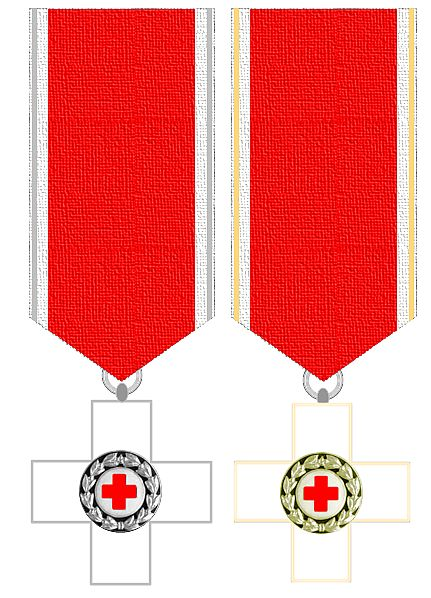
Moderne versierselen

Het Ereteken van het Duitse Rode Kruis werd in zijn huidige vorm op 8 mei 1953 door het Duitse Rode Kruis ingesteld, en is als onderscheiding erkend door de Bondsresident van de Bondsrepubliek Duitsland. De onderscheiding wordt door de President van het Duitse Rode Kruis toegekend. Tegenwoordig zijn er nog maar twee graden.
- De Ie Klasse (ook wel "Goldstufe") in goud
- De IIe Klasse (ook wel "Silberstufe") in zilver

In beide gevallen is het een wit geëmailleerd kruis van Genève met op het centrale medaillon het kruis van het Rode Kruis, binnen een lauwerkrans van het desbetreffende metaal. Men mag het Ereteken van het Duitse Rode Kruis als miniatuur, baton en knoopsgatversiering dragen. Het lint is rood met een smalle witte bies.
Alle versierselen worden aan een rood lint met smalle witte bies op de linkerborst gedragen.
Het Ereteken van het Duitse Rode Kruis wordt alleen toegekend aan personen die bijzonder succesvolle activiteit ontplooiden of opmerkelijke individuele acties uitvoerden die met de doelstellingen van het Rode Kruis overeenkomen.

## Eerdere Eretekens van het Duitse Rode Kruis[1]
Het Ereteken van het Duitse Rode Kruis werd in april 1922 ingesteld en werd tot en met het jaar 1934 in twee klassen toegekend:
1. Ereteken van het Duitse Rode Kruis Ie klasse (Duits: Verdienstkreuz des Roten Kreuzes 1. Klasse)
2. Ereteken van het Duitse Rode Kruis IIe klasse (Duits: Ehrenzeichen des Deutschen Roten Kreuzes II. Klasse)

De onderscheidingen onderscheiden zich door de blauw geëmailleerde ring rond het centrale medaillon.
Een bijzondere uitvoering van het Ereteken van het Duitse Rode Kruis werd in de vrije stad Danzig uitgereikt. Deze onderscheiding was versierd met de kroon van het wapenschild van Gdansk en na 1934 aangevuld met een kleine zwart geëmailleerde swastika aan de bovenkant van het kruis. Danzig was een vrije stad die door de Volkenbond werd bestuurd. Duitse organisaties waren in de oude Hanzestad desondanks actief.
Het Ereteken Ie Klasse kreeg de vorm van het typisch Duitse Steckkreuz en werd zonder lint op de linkerborst gespeld.
Een dergelijke onderscheiding wordt in het protocol rond onderscheidingen gezien als een officierskruis.

### Het Ereteken 1934 - 1937

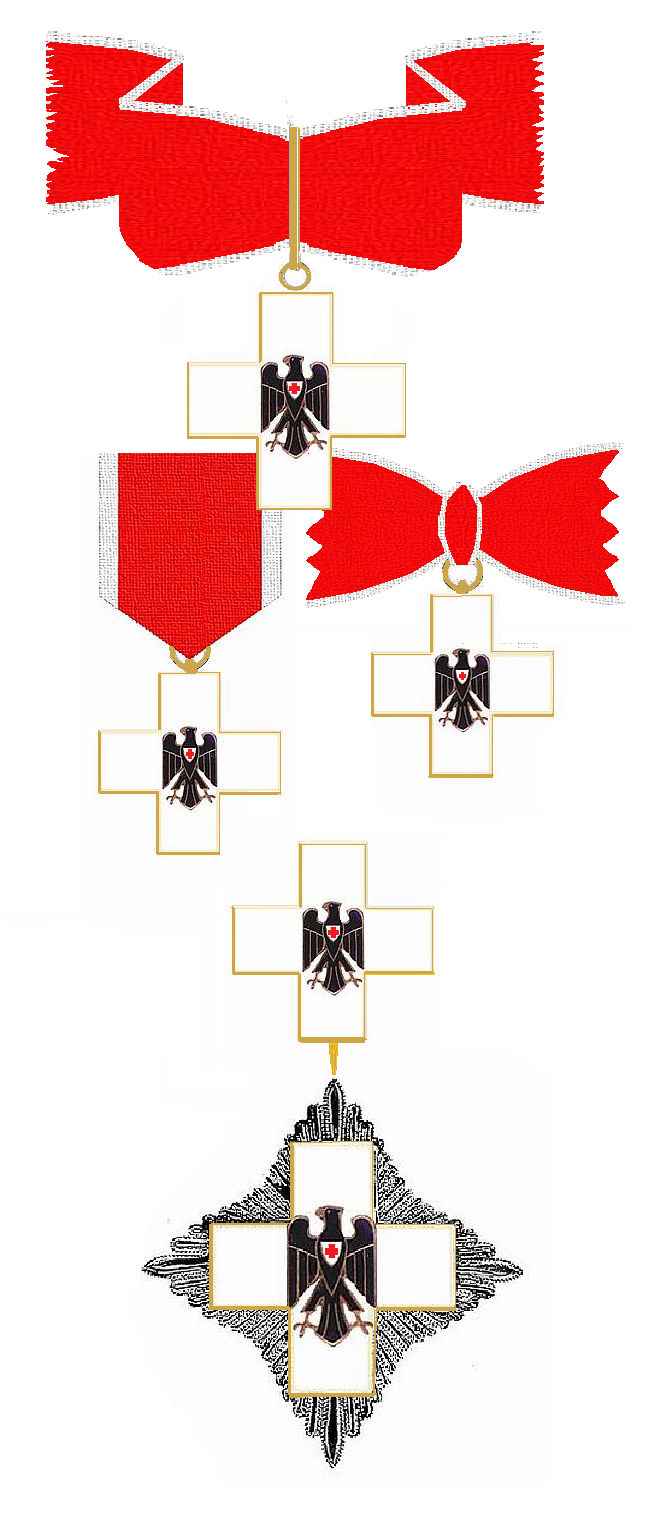
Versierselen 1934 - 1937

De nationaalsocialisten hebben het aantal onderscheidingen in het Duitse Rijk enorm uitgebreid. Dat gebeurde ook met het in 1934 werden drie nieuwe klassen ingesteld. Daardoor kreeg de decoratie meer dan voorheen het karakter van een ridderorde met graden die correspondeerden met de gebruikelijke graden van een moderne orde van verdienste.
Tot 1937 was voorgeschreven dat de heren het Ereteken van het Duitse Rode Kruis konden ontvangen terwijl de dames het Dameskruis van het Ereteken van het Duitse Rode Kruis kregen uitgereikt. Beide kruisen waren overigens gelijk in rang. 
1. Ster van het Ereteken van het Duitse Rode Kruis (Duits: Stern des Ehrenzeichens des Deutschen Roten Kreuzes)
2. Ereteken van het Duitse Rode Kruis Ie klasse (Duits: Ehrenzeichen des Deutschen Roten Kreuzes I. Klasse)
3. Kruis van Verdienste van het Duitse Rode Kruis (Duits: Verdienstkreuz des Ehrenzeichens des Deutschen Roten Kreuzes)
4. Ereteken van het Duitse Rode Kruis (Duits: Ehrenzeichen des Roten Kreuzes)
5. Dameskruis van het Ereteken van het Duitse Rode Kruis (Duits: Damenkreuz des Ehrenzeichens des Deutschen Roten Kreuzes)

De zilveren ster is rhombusvormig en dus strikt genomen een plaque. Op de zilveren ster is het Ereteken van het Duitse Rode Kruis gelegd. De naaldvormige stralen zijn afwisselend glad en met kleine pareltjes versierd. De ster werd op de linkerborst gedragen.
Het Ereteken der Ie klasse werd aan een lint om de hals gedragen. Daarbij werd het kruis twee vingers onder de witte das van een rokkostuum gehangen. Bij uniformen kwam het kruis boven de das of net onder de kraagspiegel te hangen.
Het Kruis van Verdienste kreeg de vorm van het typisch Duitse Steckkreuz en werd zonder lint op de linkerborst gespeld. Daarbij werd het kruis onder het IJzeren Kruis Ie Klasse, het Kruis voor Oorlogsverdienste Ie Klasse en onderscheidingen voor dapperheid bevestigd. Bij uniformen kwam het kruis op de uniformszak gedragen. Bij rokkostuums was men vrijer bij het vinden van een geschikte plaats op de linkerkant van het rokjasje.
De vierde graad; het Ereteken van het Duitse Rode Kruis werd door heren aan een lint op de linkerborst gedragen.
De vijfde graad; het Dameskruis van het Ereteken van het Duitse Rode Kruis werd aan een strik van het lint op de linkerschouder gedragen. Het verguld bronzen kruis is iets kleiner dan de kruisen die door de heren werden gedragen.
De versierselen waren van verguld brons of, zoals de ster, van zilver en verguld brons. Op het kruis was witte, zwarte en rode emaille aangebracht. Het lint was van moiré-zijde.
Op dagelijkse uniformen werd een kleine vierkante baton van het lint gedragen als teken van het bezit van dit kruis. Op geklede kostuums werden kleine strikjes van het lint, de knoopsgatversieringen gedragen. Heren droegen op rokkostuums kleine lintjes met daaraan een miniatuur of een hruis aan een kleine ketting op het revers van het jasje.

### Het Ereteken 1937 - 1939

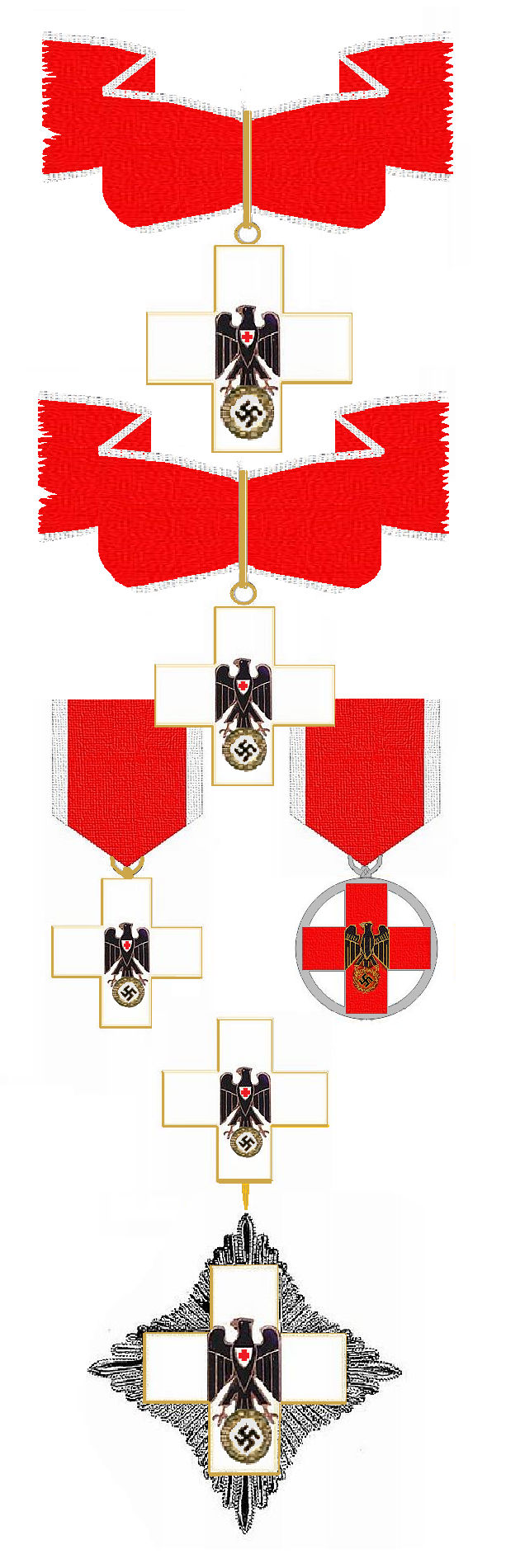
Genazificeerde versierselen 1937 - 1939

In 1937 was het ontwerp gewijzigd en met een swastika versierd. De orde werd gereorganiseerd en kreeg nu zeven klassen:
1. Grootkruis van het Ereteken van het Duitse Rode Kruis (Duits: Grosskreuz des Ehrenzeichens des Deutschen Roten Kreuzes)
2. Ster van het Ereteken van het Duitse Rode Kruis (Duits: Stern des Ehrenzeichens des Deutschen Roten Kreuzes)
3. Ie Klasse van het Ereteken van het Duitse Rode Kruis (Duits: I. Klasse des Ehrenzeichens des Deutschen Roten Kreuzes)
4. Kruis van Verdienste van het Ereteken van het Duitse Rode Kruis (Duits: Verdienstkreuz des Ehrenzeichens des Deutschen Roten Kreuzes)
5. Vrouwenkruis met Briljanten van het Ereteken van het Duitse Rode Kruis (Duits: Frauenkreuz mit Brillanten des Verdienstkreuzes des Ehrenzeichens des Deutschen Roten Kreuzes)
6. Vrouwenkruis van het Ereteken van het Duitse Rode Kruis (Duits: Frauenkreuz des Verdienstkreuzes des Ehrenzeichens des Deutschen Roten Kreuzes)
7. IIe Klasse van het Ereteken van het Duitse Rode Kruis (Duits: II. Klasse des Ehrenzeichens des Deutschen Roten Kreuzes)
8. Medaille van het Ereteken van het Duitse Rode Kruis (Duits: Medaille des Ehrenzeichens des Deutschen Roten Kreuzes)

Het verguld bronzen grootkruis werd nooit uitgereikt. De ster en de eveneens aan een lint om de hals gedragen Ie Klasse werden wel toegekend. Het kruis van de Ie Klasse van het Ereteken van het Duitse Rode Kruis was kleiner dan het grootkruis maar verder in alle details gelijk. De ster was van zilver. Daarop was een verguld zilveren en geëmailleerd kruis gelegd. De andere kruisen zijn ook van verguld en geëmailleerd brons.
Het voor vrouwen gereserveerde kruis (Duits: "Frauenkreuz") kon als enige van de decoraties van het Ereteken van het Duitse Rode Kruis ook met diamanten versierd worden uitgereikt. Deze verguld bronzen kruisen zijn kostbaar en uiterst zeldzaam.
De medaille werd in twee varianten uitgereikt. Er zijn verzilverd bronzen medailles met emaille en verguldedetails op de adelaar en het hakenkruis bekend. Andere kruisen zijn van wit metaal, een legering met zink. vervaardigd. Op deze medailles ontbreekt het verguldsel.
De keerzijde van de kruisen was witgeëmailleerd. Op het Steckkreuz, het Kruis van Verdienste van het Ereteken van het Duitse Rode Kruis, was op de keerzijde een beugel aangebracht. De keerzijde van de medaille was niet geëmailleerd en draagt op de horizontale balk de opdracht "FÜR VERDIENSTE UM DAS DEITSCHE ROTE KREUZ".
Na 1939 werd het Ereteken niet meer uitgereikt. Het Ereteken voor de Duitse Volksverzorging (Duits: "Ehrenzeichen für deutsche Volkspflege") nam de plaats in.

### Het ereteken in de zogenaamde DDR
Ook in de DDR werd een Ereteken van het Rode Kruis uitgereikt. Dit "Ereteken van het Rode Kruis van de Duitse Democratische Republiek" (Duits: "Ehrenzeichen des DRK der DDR") was een ronde speld die in goud, zilver en brons werd uitgereikt. 

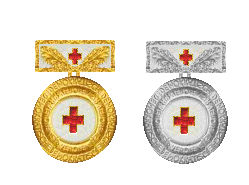
Eretekens Duitse Rode Kruis in de zogenaamde DDR

De diameter was ongeveer 25 millimeter en de speld bestond uit drie gouden ringen. Op de buitenste ring was te lezen: DEUTSCHES ROTES KREUZE met daaronder DEUTSCHE DEMOKRATISCHE REPUBLIK. De tweede ring bestond uit gouden eikenbladeren onder het woord: FÜR VERDIENSTE. De binnenste en de laatste ring was wit geëmailleerd. Centraal stond het rood geëmailleerde rode kruis op een witte achtergrond.
Op de witte metalen draagbeugel waren een rood kruis en twee vergulde eikenbladeren aangebracht.
Onderscheidingen van de DDR kregen vaker deze, van de Sovjetrussissische onderscheidingen en socialistische orden afgekeken- vorm. Achter het kleine draagbeugeltje is een veiligheidsspeld aangebracht waarmee het versiersel op de revers van de jas op de dameskleding kon worden vastgespeld.
Het dragen van onderscheidingen van de DDR is in de Bondsrepubliek Duitsland niet verboden.

## Andere onderscheidingen van het Duitse Rode Kruis

### Prestatiegesp van het Duitse Rode Kruis
De Prestatiegesp van het Duitse Rode Kruis (Duits: DRK-Leistungsspange) wordt in twee klassen uitgereikt. Er zijn gouden en zilveren gespen. De gesp, met een rood kruis op witte ondergrond, wordt op de rechterborstzak gedragen.

### Jubileumsgesp
De jubileumgespen (Duits:"Jahresspangen") worden bij ieder 5-jarig jubileum en daarna iedere vijf jaar die men als actief lid volmaakt uitgereikt. Er zijn dus zilveren gespen voor 5-, 10-, 15-, 20- en 25 jaren actief lid zijn. Er zijn ook gouden gespen voor het  30-, 35-, 40-, 45-, 50-, 55-en zelfs 60 jaren actief zijn. Proeftijd en tijd in de jongerenafdeling tellen mee. Het aantal dienstjaren wordt op het lint, want meer dan een vierkante baton is het niet, met verticale rode strepen aangeduid.

### Reddingsbrigades
Er zijn ook Insignes van de Reddingsbrigade van het Duitse Rode Kruis (Duits: "Leistungsabzeichen der Wasserwacht des DRK").
De gouden en zilveren insignes worden door de Bondspresident als onderscheidingen erkend, de bronzen insignes daarentegen niet.

### Bloeddonorinsigne van het Duitse Rode Kruis
Deze speld wordt aan bloeddonoren, of zij nu lid van het Rode Kruis zijn of niet, uitgereikt. Op de speld staat een getal dat overeenkomt met het aantal bloeddonaties.

## Andere onderscheidingen van het Duitse Rode Kruis
De verschillende regionale afdelingen hebben hun eigen insignes, spelden en eretekens. Zo is er een "Ehrennadel des DRK-Landesverbandes Oldenburg e.V.".

## Het Ereteken van het Duitse Rode Kruis na de Tweede Wereldoorlog
De tussen 1937 en 1939 uitgereikte versierselen zijn van een hakenkruis voorzien. Als gevolg daarvan is het verzamelen, tentoonstellen en verhandelen van deze onderscheiding in Duitsland aan strenge wettelijke regels is onderworpen.
De geallieerde mogendheden hebben na de bezetting van Duitsland het dragen van alle Duitse orden en onderscheidingen, dus ook die uit het Duitse Keizerrijk van vóór 1918, verboden. Dat verbod is in de DDR altijd van kracht gebleven. Op 26 juli 1957 vaardigde de Bondsrepubliek Duitsland een wet uit waarin het dragen van onderscheidingen met daarop hakenkruizen of de runen van de SS werd verboden. Het dragen van dit insigne werd, net als het dragen van het Ereteken voor de 9e November 1923, de zogenaamde "Bloedorde", streng verboden. Ook het verzamelen, tentoonstellen en afbeelden van de onderscheiding werd aan strenge regels gebonden. Een aantal onderscheidingen werd ontdaan van de hakenkruizen en soms van hakenkruis en adelaar. In deze gedenazificeerde uitvoering mochten de onderscheidingen worden gedragen. Ook met deze versierselen is dat het geval.